# Alexander Fauland

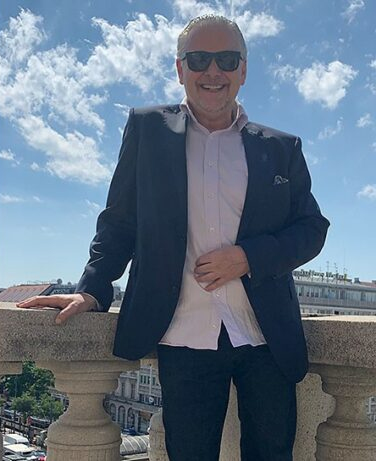

Alexander Fauland (* 27. Juli 1964) ist ein österreichischer Schachspieler und Verleger. Er ist Herausgeber des Print- und Online-Magazins Medmix, das vor allem online über Themen zu Gesundheit, Medizin, Pharmazie und Wissenschaft berichtet. Mitte der 1990er Jahre gab er das Schachmagazin Kiebitz heraus.
Er trägt seit 1988 den Titel Internationaler Meister (IM). Die österreichische Staatsmeisterschaft konnte er in den Jahren 1989 und 1994 gewinnen.
Als Teil der Nationalmannschaft nahm er an den Schacholympiaden 1988 und 1990 teil sowie 1989 an der 9. Mannschafts-Europameisterschaft in Haifa.
Nach einer etwa 15-jährigen Turnierpause kehrte Fauland 2010 ins Turnierschach zurück und errang auf Anhieb den dritten Platz bei den österreichischen Staatsmeisterschaften.
Die höchste österreichische Liga, die Staatsliga, gewann er mit dem SK Merkur Graz 1987, 1988, 1990, 1991 und 1992 sowie mit dem SV Rapid Feffernitz 2017.
Seine höchste Elo-Zahl war 2480 im Januar 1990.